# اقتران غلوكوروني
الاقتران الغلوكوروني هو إضافة حمض الغلوكورونيك إلى ركيزة، أي هو تفاعل مادة حيوية مع حمض الغلوكورونيك، ويوجد عادة في استقلاب الأدوية والملوثات والبيلوروبين والأندروجينات والإستروجينات والكورتيكوستيرويدات المعدنية ويشمل هذا الاقتران إيجاد روابط غلايكوسيدية.